# Божидар Вујановић
Божидар Вујановић (Смедерево, 8. септембар 1930 — Нови Сад, 11. март 2014) био је српски научник, академик и професор теоријске и примењене механике.

## Биографија
Он је доктор наука, Природно-математичког факултета, група за механику, у Београду, од 1963. године.
Почео је његовy предавачку каријеру на Машинском факултету Универзитета у Београду радећи као асистент за механику од 1957. до 1963.
Након тога, он се преселио у Нови Сад, радећи на Катедри за механику на Факултету техничких Наука, где је остао све до 1995. када је пензионисан. 
Између 1967. и 1969. је био у САД, као научни сарадник на Универзитету у Кентакију.
Од 1977. до 1978. је посетио Јапан као гостујући професор на Универзитету у Тсукуба и 1984. провео је шест месеци као гостујући професор на Катедри Машинског факултет и материјал на Вандербилт Универзитету у Нешвилу, САД. Научни интереси професора Вујановић су теоријска и примењена механика варијационом принципи и њихова примена на конзервативни и неконзервативне динамичке системе, теорија топлотне проводности, теорија оптималне контроле, нелинеарне осцилације расипних елемената, међу многим другим.
Редовни је члан САНУ је од 26. новембра 2000. године.
Изабран за иностраног члана Торинске академије наука 2009. године. У стручним удружењима члан је:
- Друштво за механику Војводине, председник 1981-1984;
- Југословенско друштво за теоријску и примењену механику, председник 1986-1990;
- Tensor Society, Japan; Европско друштво за механику Euromech;
- Америчко математичко друштво; Америчко научно друштво Sigma Ksi.

## Признања и награде
- Октобарска награда Новог Сада, 1970;
- Повеља са златном плакетом Универзитета у Новом Саду, 1990;
- Златна плакета Удружења универзитетских професора и научника Србије, 1997;
- Плакета Југословенског друштва за теоријску и примењену механику, 2004;
- Светосавска Повеља града Смедерева за 2009. год.;
- Повеља поводом 50.г. ФТН за изузетан допринос развоју Факултета, 18. маја 2010;
- Добитник Светосавске Повеље града Смедерева за 2009. годину, за науку.